# Neukom Elfe 17a
Die Elfe 17a ist ein Segelflugzeug in Holzbauweise/Gemischtbauweise, das Anfang der 1970er Jahre entstand.
Konstruiert wurde sie vom Schweizer Architekten Albert Neukom, der seit Mitte der 1950er Jahre zahlreiche Segelflugzeuge entwickelt und gebaut hat. Typisch für Neukoms Konstruktionen ist ein Materialmix für verschiedene Bauteile am Flugzeug. So besteht bei der Elfe 17 der Flächenholm aus Aluminium und der Rumpf aus Sperrholz. Die Gleitzahl von 40 ist mit der von Segelflugzeugen in GFK-Bauweise vergleichbar.
Der freitragende Schulterdecker mit Kreuzleitwerk, Pendelruder und einem Seitenruder mit Ausgleichsfläche hat eine eingestrakte Haube und ein Einziehfahrwerk.

## Technische Daten
| Kenngröße                                 | Daten                                          |
| ----------------------------------------- | ---------------------------------------------- |
| Besatzung                                 | 1                                              |
| Länge                                     | 7,30 m                                         |
| Spannweite                                | 17,00 m                                        |
| Höhe (Seitenruder)                        | 1,80 m                                         |
| mittlere Flügeltiefe (geometrisch)        | 0,783 m                                        |
| mittlere Flügeltiefe (aerodynamisch)      | 0,817 m                                        |
| Flügeleinstellwinkel zu Rumpfachse hinten | +3°                                            |
| Flügelfläche                              | 13,3 m²                                        |
| Flügelstreckung                           | 22                                             |
| Flügelprofil                              | Wortmann, von FX 61-163 auf FX 60-126 gestrakt |
| Gleitzahl                                 | 38–40,5                                        |
| Rüstmasse                                 | 270 kg                                         |
| max. Startmasse                           | 380 kg                                         |
| Flächenbelastung                          | 28,6 kg/m²                                     |
| Höchstgeschwindigkeit                     | 180 km/h                                       |